# Przegląd Katolicki
Przegląd Katolicki – polskie czasopismo katolickie (w różnych okresach tygodnik lub dwutygodnik) wydawane przez z Archidiecezję warszawską w Warszawie od 1863 roku (z przerwami w latach 1915–1922 i 1938–1983).
Czasopismo publikuje informacje z życia Kościoła w Polsce i na świecie. Oprócz tego podejmuje tematykę religijną, kulturalną, społeczno-polityczną. Po 1983 roku redaktorami naczelnymi byli: ks. W. Wojdecki, ks. J. Miazek, A. Zelga, S. Koczot.